# Roberto Pelliconi
Roberto Pelliconi (né le 14 novembre 1962 à Imola, dans la province de Bologne, en Émilie-Romagne) est un ancien coureur cycliste professionnel italien.

## Palmarès

### Palmarès amateur
- 1983
  - Gran Premio Calvatone
- 1984
  - Coppa Collecchio
- 1985
  -  Champion d'Italie sur route amateurs
  - Nastro d'Oro
  - 3e du Gran Premio Gelati Sanson
- 1986
  - Gran Premio Montanino
  - Coppa Varignana
  - Trofeo Mauro Pizzoli
  - 2eb étape du Tour des régions italiennes
- 1987
  - Trofeo Angelo Dall'Agata
  - Trofeo Nicola Pistelli
  - Quattro Giorni Ciclistica Modenese
  - 3e du Giro del Medio Po
- 1988
  -  Champion d'Italie sur route amateurs
  - Giro del Montalbano
  - Coppa Ciuffenna
  - Piccola Tre Valli Varesine
  - 7e de la course en ligne aux Jeux olympiques

### Palmarès professionnel
- 1989
  - Trophée Matteotti
  - 5ea étape du Herald Sun Tour
  - 3e de la New Jersey National Bank Classic
- 1990
  - 2e du Grand Prix de la ville de Camaiore
  - 2e du championnat d'Italie sur route
- 1991
  - 9e étape du Herald Sun Tour
- 1992
  - 3e étape de la West Virginia Classic
  - First Union Invitational
  - 3e de Milan-Vignola
- 1993
  - 2e du Coca-Cola Trophy
  - 3e du Grand Prix du Midi libre
- 1994
  - 6e étape du Herald Sun Tour
  - 11e étape du Tour du Portugal
- 1995
  - 2e du Gran Premio Città di Rio Saliceto e Correggio

## Résultats sur les grands tours

### Tour d'Italie
5 participations
- 1990 : 141e
- 1991 : 108e
- 1994 : abandon (20e étape)
- 1995 : 122e
- 1996 : 90e

### Tour d'Espagne
4 participations
- 1992 : 133e
- 1993 : 58e
- 1994 : 108e